# 蓬の花
『 蓬の花 』（よもぎのはな、原題：艾草、英： Artemisia）は、2008年に台湾の公共放送Public Television Service（PTS）によって製作された、テレビドラマおよび映画。日本では、2009年9月20日に第2回アジアンクィア映画祭にて初上映された。

## キャスト
- アイツァオ：潘麗麗
- 莫子儀（モー・ズーイー）
- 唐振剛（ジェン・カン・タン）